# Albrecht Tischbein

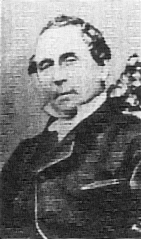
Albrecht Tischbein

Johann Heinrich Albrecht Tischbein (* 15. November 1803 in Sternberg; † 22. März 1881 in Rostock) war ein deutscher Ingenieur, Maschinen- und Schiffbauer. Er war einer der Konstrukteure des ersten deutschen eisernen Schraubendampfers.

## Leben
Albrecht Tischbein wurde als Sohn des Malers und Zeichenlehrers August Albrecht Christian Tischbein in der mecklenburgischen Kleinstadt Sternberg geboren. Die Kindheit und Jugend verbrachte er in der Seestadt Rostock, wo auch sein Interesse für den Schiffbau geweckt wurde. Ab 1821 absolvierte er ein Mechanikstudium in Rotterdam und arbeitete anschließend auf der Rotterdamer Schiffswerft (Fijenoord) als Ingenieur und Maschinenbauer beim Bau von Dampfschiffen. Bei einem Aufenthalt in England konnte er Erfahrungen beim Bau großer Dampfschiffe sammeln. Albrecht Tischbein wirkte 1837 mit an der Konstruktion für die Magdeburger Elb-Dampfschiff-Fahrts-Compagnie am Bau des hölzernen Raddampfers „Kronprinz von Preußen“. Von 1838 bis 1849 war er als technischer Direktor der Compagnie tätig. In Magdeburg entstanden unter seiner Leitung 33 Schiffe, darunter 14 aus Eisen.
1850 wurde die „Rostocker Dampfschiff-Fahrt-Gesellschaft“ gegründet. Diese wollte mit zwei eisernen Dampfschiffen einen Linienverkehr zwischen Rostock und Sankt Petersburg aufnehmen. Albrecht Tischbein erfuhr davon, kehrte nach Rostock zurück, um mit dem Schiffbaumeister Wilhelm Zeltz die „Schiffswerft und Maschinenfabrik von Wilhelm Zeltz und Albrecht Tischbein“ „... zur Erbauung von Dampf- und eisernen Schiffen“ zu gründen. Auf dieser wurde der Auftrag, zwei eiserne Schraubendampfer zu bauen, realisiert. Bis dahin waren in Rostock ausnahmslos hölzerne Schiffe gebaut worden. Als erstes Schiff wurde 1851 die „Erbgroßherzog Friedrich Franz“ fertiggestellt. Angetrieben wurde dieses Schiff von einer Magdeburger Dampfmaschine von 60 PS Leistung. Es erreichte eine Geschwindigkeit von 9,25 Knoten. Bis 1855 fuhr das Schiff im Liniendienst zwischen Rostock und St. Petersburg, dann wurde es aus finanziellen Gründen verkauft. 1852 lief die „Großfürst Constantin“ vom Stapel.
Der Mitbegründer der Werft, Wilhelm Zeltz, verließ bald darauf die Werft, um sich wieder dem Bau von hölzernen Segelschiffen zuzuwenden. Jetzt firmierte die Werft unter dem Namen „Maschinenbauanstalt und Schiffswerft A. Tischbein, Rostock“, die später mit mehreren anderen Firmen zur „Aktien-Gesellschaft Hansa Werft für eiserne Schiffe und Maschinenbauanstalt“ umgewandelt wurde. Aus dieser ging am 23. Dezember 1890 die Actien-Gesellschaft „Neptun“ Schiffswerft und Maschinenfabrik in Rostock hervor. Die Neptun Werft GmbH existiert noch heute als Schiffbaubetrieb.
Tischbeins technische Erfindungen beschränkten sich nicht ausschließlich auf die Schiffbautechnik. Er konstruierte und baute auch Gasaufbereitungsanlagen und Dampfpumpen. Für seine Leistungen wurde er mehrfach auf der „Landes-Gewerbe-Ausstellung“ in Rostock ausgezeichnet.
Albrecht Tischbein war bis 1876 als Werftdirektor tätig.